# Mansión Shorter
La Mansión Shorter es una histórica casa museo de estilo neoclásico ubicada en Eufaula, Alabama, Estados Unidos. 

## Historia
La estructura de mampostería de dos pisos fue construida en 1884 por Eli Sims Shorter II y su esposa, Wileyna Lamar Shorter, pero se quemó en 1900. La casa como se ve hoy fue construida en 1906 y fue diseñada por el arquitecto Curran R. Ellis originario de Macon, Georgia. Eli Sims Shorter murió en 1908, pero su esposa residió en la casa hasta 1927, cuando se la pasó a su hija, Fannie Shorter Upshaw. A su vez, fue heredado por la hija de Upshaw, Wileyna S. Kennedy, en 1959.
La familia Kennedy se mudó de la ciudad y la casa fue comprada por la Asociación Patrimonial Eufaula, inicialmente formada para comprar y restaurar la casa, en una subasta por $33,000 en 1965. La Asociación Patrimonial de Eufaula organizó la primera romería de la ciudad en 1966 y se convirtió en la principal organización de conservación histórica de Eufaula, función que sigue cumpliendo hasta la actualidad. La Asociación ofrece recorridos por la Mansión Shorter durante todo el año.
La mansión se agregó al Registro Nacional de Lugares Históricos el 14 de enero de 1972.